# Auguste Ansermet
Pour les articles homonymes, voir Ansermet.
Auguste Ansermet, né le 26 avril 1886 à Vevey et mort le 10 mai 1976 à La Tour-de-Peilz, est un ingénieur géomètre et enseignant vaudois.

## Biographie
Auguste Ansermet obtient un diplôme d'ingénieur civil en 1903 à Lausanne, puis un diplôme fédéral de géomètre en 1910. Il travaille de 1910 à 1912 à la construction de la ligne du Lötschberg puis est engagé comme ingénieur topographe au Département des travaux publics à Lausanne jusqu'en 1915. 
Chargé de cours de géodésie à l'Université de Lausanne de 1915 à 1940, Auguste Ansermet est nommé professeur extraordinaire de géodésie et photogrammétrie de 1940 à 1956. Figurant parmi les pionniers de l'établissement des cartes topographiques par photogrammétrie, Auguste Ansermet prend sa retraite en 1956. 